# Eski Kaplıca

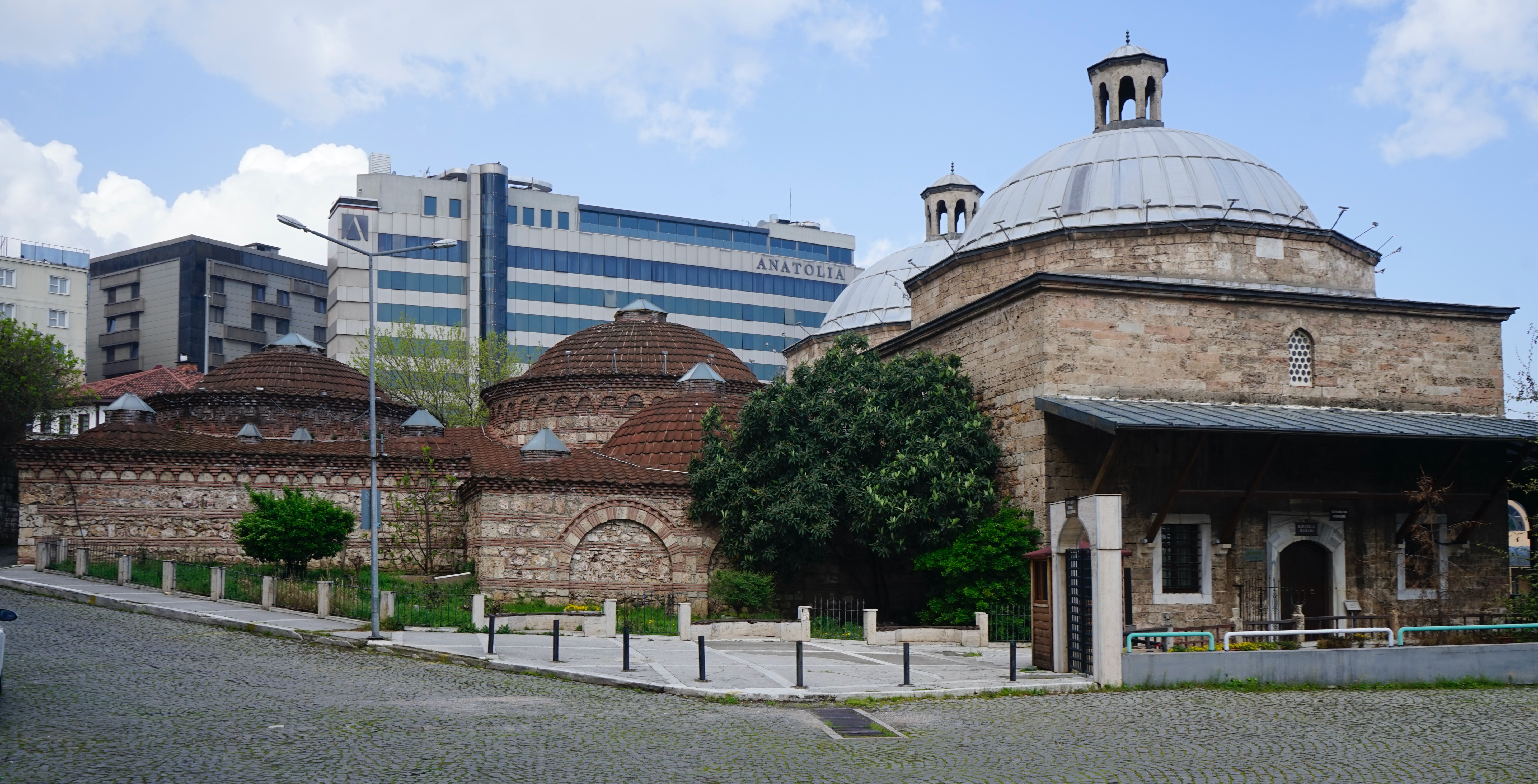
Gesamtansicht von Osten (2025)

Das Eski Kaplıca (deutsch Altes Thermalbad) ist ein frühosmanisches Thermalbad in Çekirge, dem Bädervorort von Bursa. Der Gebäudeteil mit den Baderäumen stammt aus der Zeit Murad I. (reg. 1359–1389), während der Eingangstrakt (Camekan) eine Erneuerung von 1511 ist. Das Eski Kaplıca gehört zu den wichtigsten erhaltenen frühosmanischen Bädern.

## Beschreibung
Der südliche, ältere Teil mit den eigentlichen Baderäumen besteht aus zwei großen quadratischen überkuppelten Räumen, an dessen nördlichen sich zwei schmälere rechteckige Räume anschließen. Diese sind je mittig mit einer kleineren Kuppel überdacht. Der nördliche Raum (erster Baderaum) besitzt vor jede Wand je zwei vorgestellte Säulen. Der südliche Raum (zweiter Baderaum) besitzt einen oktogonalen Grundriss mit halbkreisförmigen Nischen in den Ecken. Acht in den Raum gestellte Säulen mit als Spolien verbauten byzantinischen Kämpferkapitellen des 6. Jahrhunderts trennen die Piscina vom Umgang. Die Kuppel wölbt sich über die Säulenstellung, vier kleinere Kuppeln über die Wandnischen und den Umgang. Im Äußeren sind die Wände durch Ziegeldurchschuss, Blendbögen, Zwergarkadenfriese und Zahnfriese gestaltet.
Der neuere, nördliche Eingangstrakt besteht aus zwei überkuppelten Räumen, dessen westlicher in der Achse der Baderäume liegt. An diesem westlichen, der innen über einen Brunnen verfügt, ist im Westen eine niedrigere Halbkuppel angegliedert und im Norden ein Kuppelsegment. Die glatte Werksteinfassade wird durch ein Gesims abgeschlossen, die Kuppeln mit Laternen sitzen auf Tambouren auf, die zwölfeckig ummauert sind.

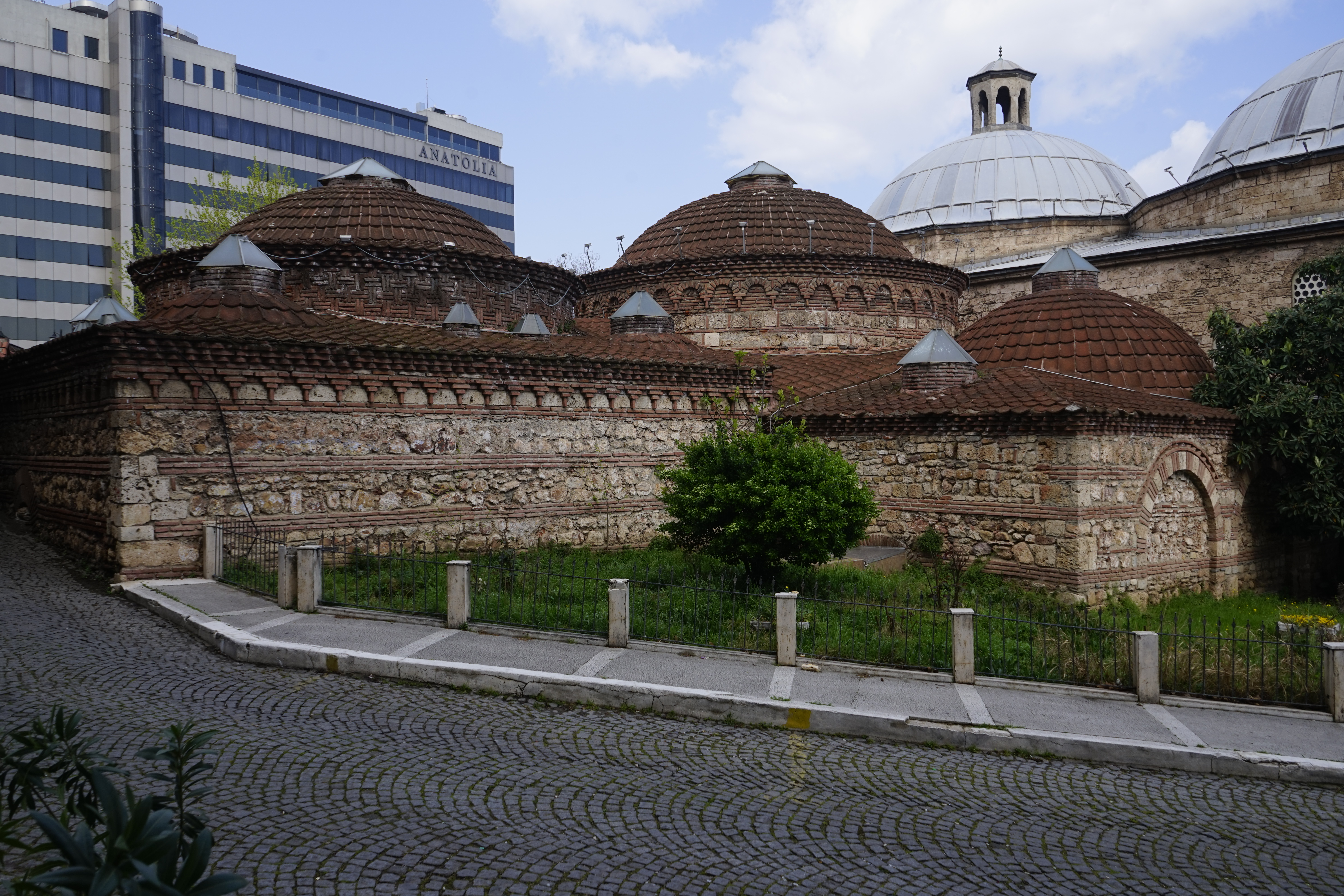
Die ältere Trakt mit den Baderäumen
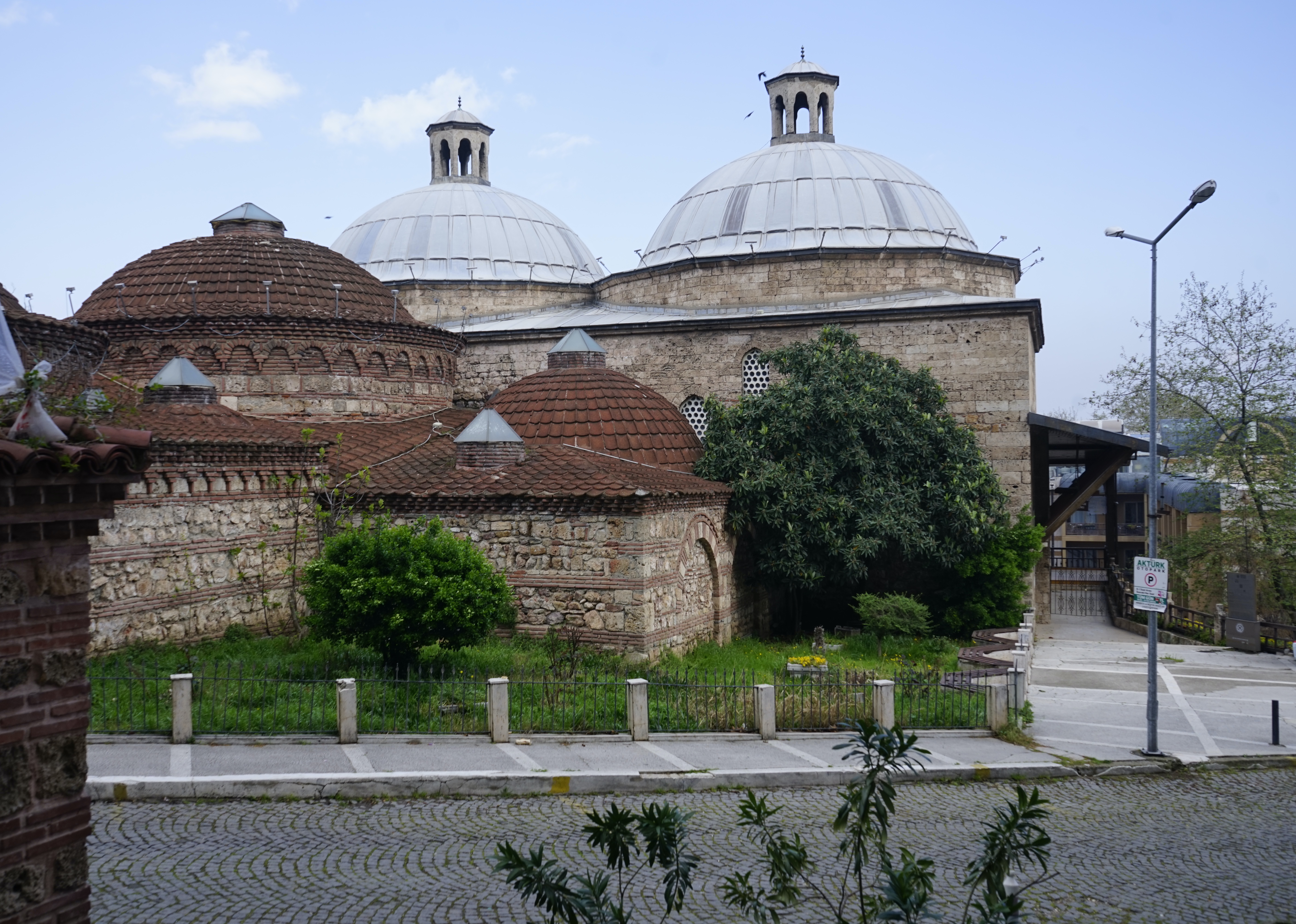
Baderäume und höherer jüngerer Eingangstrakt
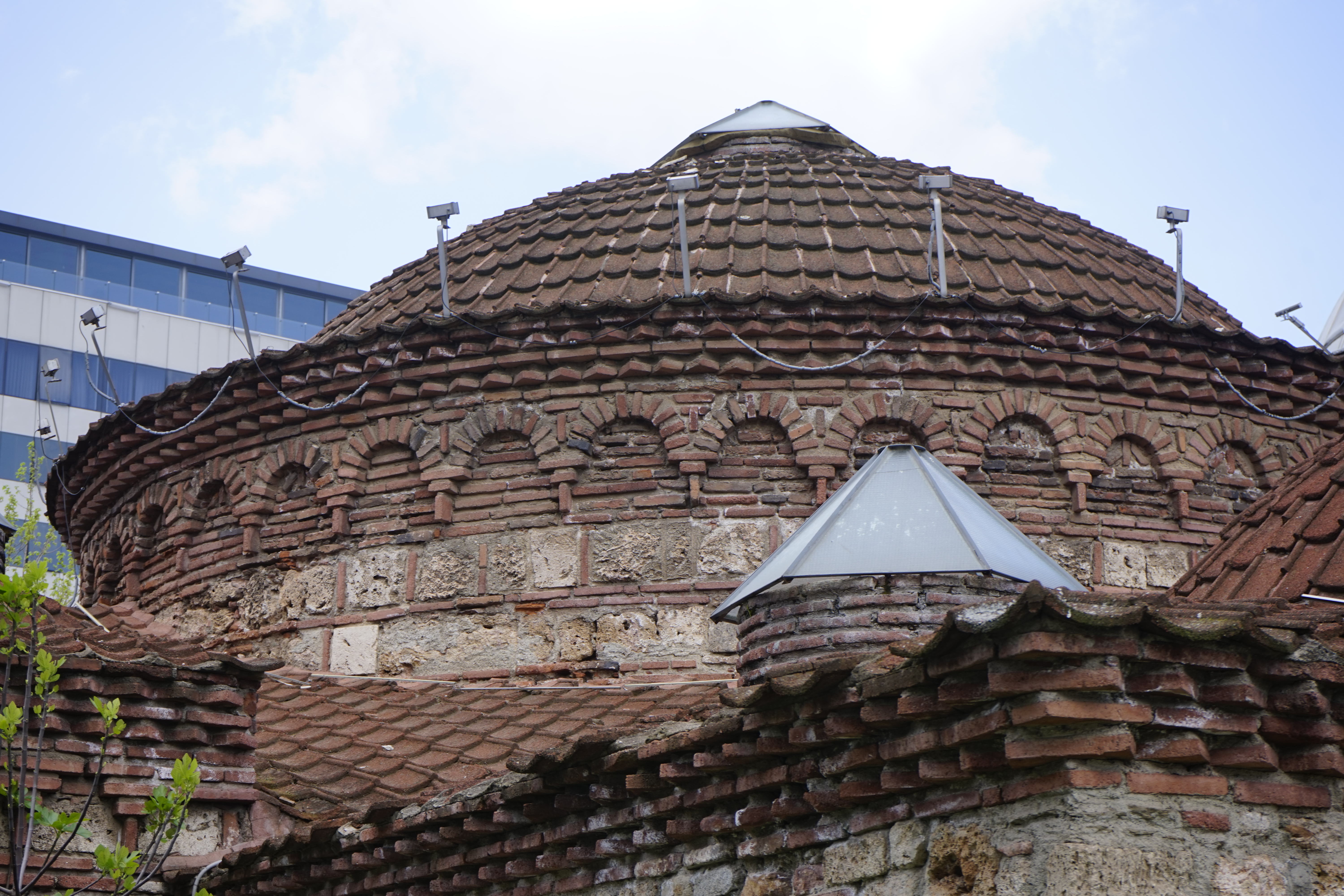
Zwergarkadenfries an der Kuppel über dem ersten (nördlichen) Baderaum
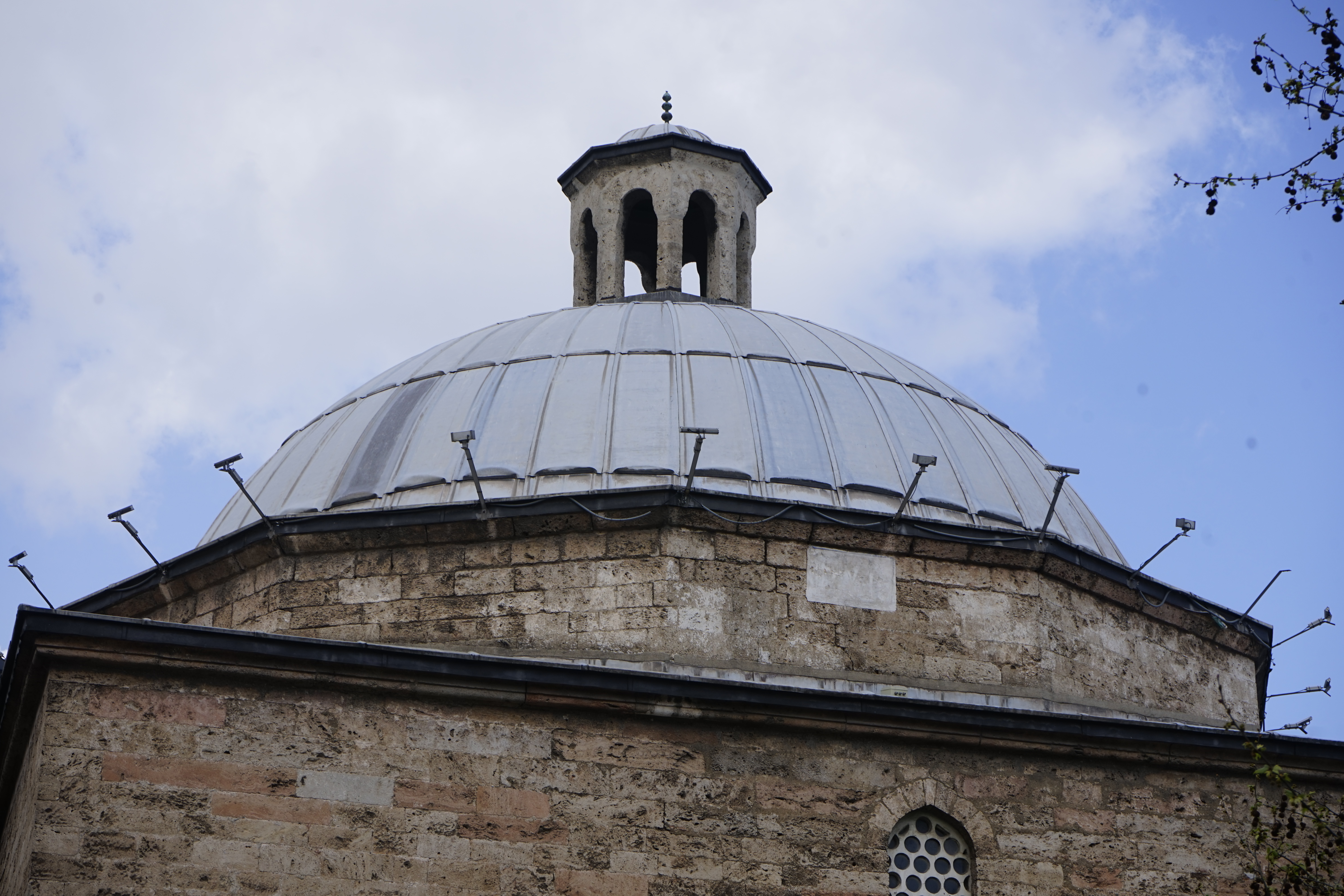
Kuppel mit Tambour und Laterne über dem östlichen Eingangsraum
Innenraum des zweiten (südlichen) Baderaums mit byzantinischen Kapitellen

## Geschichte
Bereits in antiker Zeit gab es in Pythia, dem antiken Namen von Çekirge, Bäderbetrieb, der sich ungebrochen in byzantinische und osmanische Zeit fortsetzte. Das Eski Kaplıca wird gelegentlich mit einem durch Ibn Battūta 1333 erwähnten, durch die Osmanen restaurierten byzantinischen Bad identifiziert, wofür es aber keine Belege gibt. Anderen Quellen zufolge ist es ein Bau aus der Zeit Murad I. (reg. 1359–1389) sein, wofür auch die Architektur spricht. Der heutige Name ist archivalisch ab 1456 fassbar. Die Portalinschrift nennt eine Restaurierung 1511 unter Bayezid II. (reg. 1481–1512), die nach späteren urkundlichen Quellen auch nach dessen Tod weitergeführt wurde und sich mit dem Neubau des gesamten Eingangstraktes (Camekan) identifizieren lässt.

## Architektur
Typologisch geht das Bad vermutlich auf ältere byzantinische Anlagen zurück, von denen sich allerdings in Çekirge keine erhalten haben.